# Resolução dos Poderes de Guerra
A Resolução dos Poderes de Guerra (também conhecida como Resolução dos Poderes de Guerra de 1973 ou Lei dos Poderes de Guerra) (50 U.S.C. cap. 33) é uma lei federal destinada a limitar o poder do presidente dos EUA de comprometer os Estados Unidos com um conflito armado sem o consentimento do Congresso dos EUA. A resolução foi adotada na forma de uma resolução conjunta do Congresso dos Estados Unidos. Ele prevê que o presidente só pode enviar as Forças Armadas dos EUA para ação no exterior mediante declaração de guerra pelo Congresso, "autorização estatutária" ou em caso de "emergência nacional criada por ataque aos Estados Unidos, seus territórios ou posses, ou suas forças armadas".
A Resolução dos Poderes de Guerra exige que o presidente notifique o Congresso dentro de 48 horas após o compromisso das Forças Armadas com uma ação militar e proíbe as Forças Armadas de permanecerem por mais de 60 dias, com um período de retirada adicional de 30 dias, sem autorização do Congresso para uso da força militar (AUMF) ou uma declaração de guerra dos Estados Unidos. A resolução foi aprovada por dois terços cada da Câmara e do Senado, derrubando o veto do presidente Richard Nixon.
Foi alegado que a Resolução dos Poderes de Guerra foi violada no passado – por exemplo, por George W. Bush invadindo o Iraque em 2003 ou pelo presidente Bill Clinton em 1999, durante o bombardeio da OTAN na Iugoslávia. O Congresso reprovou todos esses incidentes, mas nenhum resultou em ações judiciais bem-sucedidas contra o presidente por supostas violações.